# Sever-severozahod
Sever-severozahod (angleško North by Northwest) je ameriški filmski triler iz leta 1959, ki ga je režiral Alfred Hitchcock, v glavnih vlogah pa nastopajo Cary Grant, Eva Marie Saint in James Mason. Scenarij je napisal Ernest Lehman, ki si je želel ustvariti »Hitchcockov film, ki bo prekosil vse Hitchcockove filme«. Zgodba se vrsti okoli primera napačne identifikacije, zaradi katerega agenti skrivne organizacije preganjajo nedolžnega človeka prek ZDA in mu skušajo preprečiti, da bi jih ustavil pri tihotapljenju mikrofilma z državnimi skrivnostmi iz države. Kot v več Hitchcockovih filmih je glasbo napisal Bernard Herrmann, uvodno špico pa ustvaril grafični oblikovalec Saul Bass, ki je kot prvi uporabil tehniko kinetične tipografije.
Film je bil premierno predvajan 1. julija 1959 in bil na 32. podelitvi nominiran za oskarja v treh kategorijah, za najboljšo montažo, scenografijo in izvirni scenarij. Sodobni kritiki ga uvrščajo med najvidnejša Hitchcockova dela v 1950-ih letih in pogosto tudi na sezname najboljših filmov vseh časov. Leta 1995 ga je ameriška Kongresna knjižnica izbrala za ohranitev v okviru Narodnega filmskega registra zaradi njegove »kulturne, zgodovinske ali estetske vrednosti«.

## Vloge
- Cary Grant kot Roger Thornhill
- Eva Marie Saint kot Eve Kendall
- James Mason kot Phillip Vandamm
- Jessie Royce Landis kot Clara Thornhill
- Leo G. Carroll kot profesor
- Josephine Hutchinson kot »ga. Townsend«
- Philip Ober kot Lester Townsend
- Martin Landau kot Leonard
- Adam Williams kot Valerian
- Edward Platt kot Victor Larrabee
- Robert Ellenstein kot Licht
- Les Tremayne kot dražitelj
- Philip Coolidge kot dr. Cross
- Patrick McVey kot kirurg Flamm
- Edward Binns kot kapitan Junket
- Ken Lynch kot Charlie